# Ernesto Maria Piovella

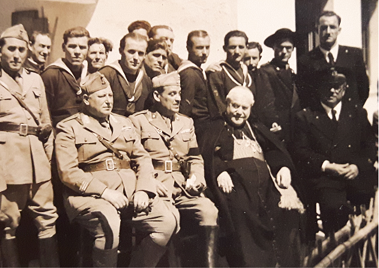
L'arcivescovo seduto a fianco del colonnello Sardus Fontana a Muravera il 7 maggio 1942

Ernesto Maria Piovella (Milano, 29 ottobre 1867 – Cagliari, 18 febbraio 1949) è stato un arcivescovo cattolico italiano.

## Biografia
Nacque a Milano. Entrò negli oblati missionari di Rho e fu vicario generale a Ravenna.
Fu nominato vescovo di Alghero da Pio X e consacrato dal cardinale Andrea Carlo Ferrari, arcivescovo di Milano, da Pasquale Morganti, arcivescovo di Ravenna, pure lui oblato di san Carlo, e da Giovanni Mauri, vescovo ausiliare di Milano.
In seguito fu nominato arcivescovo di Oristano ed infine arcivescovo di Cagliari. Nel 1928 convocò un sinodo diocesano e nel 1933 fondò la congregazione delle Ancelle della Sacra Famiglia.
La sua salma riposa nella cappella della Sacra Spina nel duomo di Cagliari.
È aperto il suo processo di beatificazione.

## Genealogia episcopale e successione apostolica
La genealogia episcopale è:
- Cardinale Scipione Rebiba
- Cardinale Giulio Antonio Santori
- Cardinale Girolamo Bernerio, O.P.
- Arcivescovo Galeazzo Sanvitale
- Cardinale Ludovico Ludovisi
- Cardinale Luigi Caetani
- Cardinale Ulderico Carpegna
- Cardinale Paluzzo Paluzzi Altieri degli Albertoni
- Papa Benedetto XIII
- Papa Benedetto XIV
- Papa Clemente XIII
- Cardinale Marcantonio Colonna
- Cardinale Giacinto Sigismondo Gerdil, B.
- Cardinale Giulio Maria della Somaglia
- Cardinale Carlo Odescalchi, S.I.
- Cardinale Costantino Patrizi Naro
- Cardinale Lucido Maria Parocchi
- Cardinale Andrea Carlo Ferrari
- Arcivescovo Ernesto Maria Piovella, O.SS.C.A.

La successione apostolica è:
- Vescovo Ludovico Cattaneo, O.SS.C.A. (1923)
- Vescovo Giuseppe Miglior (1927)
- Arcivescovo Giuseppe Cogoni (1931)
- Vescovo Igino Maria Serci Vaquer (1934)
- Vescovo Adolfo Ciuchini, O. de M. (1939)
- Vescovo Francesco Cogoni (1939)
- Vescovo Giuseppe Melas (1947)